# Gesalek
Gesalek, Gesalik, Gezalek (ur. w końcu V wieku, zm. w 512 lub 514 r. nad rzeką Durance) – władca Wizygotów w Hiszpanii w latach 507 lub 508−511, syn króla Wizygotów Alaryka II, brat przyrodni Amalaryka, z rodu Baltów, arianin.

## Król
Gesalek pochodził ze związku króla Wizygotów Alaryka II z konkubiną, był więc dzieckiem nieślubnym. W chwili śmierci ojca w bitwie pod Vouillé w 507 r. był już osobą dorosłą. Jego pochodzenie z konkubiny nie było zasadniczo przeszkodą w odziedziczeniu władzy po ojcu. Królem został obrany (po raz pierwszy od ponad półwiecza w wyniku elekcji, a nie aklamacji) w Narbonne przez część możnowładztwa wizygockiego po śmierci ojca, a zarazem poprzednika, w 507 lub 508 r. Za stolicę Gesalek obrał sobie (wobec zajęcia przez Franków Tuluzy) położone blisko wybrzeża Morza Śródziemnego Narbonne. W następstwie przegranej w walce z najazdem Burgundów oraz złupienia stolicy konieczne stało się wycofanie Gesaleka na Półwysep Iberyjski. Najpewniej zdecydował się on również zaniechać obrony Carcassonne, w którym znajdowała się wówczas większość tolozańskiego skarbu królewskiego oraz, prawdopodobnie, także Amalaryk. Zapewne Gesalek liczył na zawarcie pokoju z Frankami i Burgundami, czym tłumaczy się jego brak działania. Owa bezczynność spowodowała interwencję ostrogocką w roku 508, dzięki której królestwo Wizygotów zachowało swój byt, jednak ostatecznie straciło tereny na północ do Pirenejów. Sam władca ostrogocki Teodoryk Wielki początkowo popierał obiór Gesaleka, jednak zrażenie przez tego ostatniego części możnowładztwa gockiego z powodu skazania na śmierć redaktora Breviarium Alaricianum, możnego Goiaryka, śmierć innego możnego Weili, prawdopodobnie należącego do stronnictwa królewskiego, oraz uspokojenie w stosunkach ostrogocko-frankijskich i ostrogocko-burgundzkich spowodowały, że w 510 r. Ostrogoci rozpoczęli działania przeciwko Gesalekowi, przebywającemu wówczas w Barcelonie. W 511 walczył on bez powodzenia z wodzem ostrogockim Ibbą, wysłanym do państwa Wizygotów przez Teodoryka Wielkiego, który wspierał brata przyrodniego Gesaleka (a zarazem swojego wnuka) – Amalaryka. Działania wojenne zakończyły się jeszcze w tymże roku obwołaniem Teodoryka Wielkiego władcą wizygockim i opuszczeniem kraju przez Gesaleka.

## Pretendent
Teodoryk Wielki przejął wówczas władzę nad Wizygotami, raczej jako niezależny władca, a nie regent, choć w ramach opieki nad młodym Amalarykiem. Gesalek zaś udał się do wandalskiej Afryki, gdzie przebywał niecały rok albo do roku 513, starając się uzyskać od władcy wandalskiego wspomożenie w dalszych swoich działaniach i wywołując wzrost napięcia w stosunkach ostrogocko-wandalskich. Być może spustoszenie Sycylii przez Teodoryka Wielkiego było następstwem pobytu Gesaleka w Kartaginie. Życzliwy temu ostatniemu władca Wandalów Trasamund nie zdecydował się co prawda na otwarte wsparcie wojskowe pretendenta, ale Gesalek otrzymał fundusze niezbędne do dalszego działania. Postępowanie władcy wandalskiego można rozpatrywać w kontekście działań mających osłabić Teodoryka Wielkiego z jednej strony, z drugiej zaś przyszłe zwycięstwo gorliwego arianina, jakim był Gesalek, mogłoby wzmocnić (tak wewnętrznie, jak i zewnętrznie) siłę państwa Wandalów. Gesalek przybył do Akwitanii, gdzie, będąc przez rok tolerowany przez Franków, dzięki funduszom uzyskanym od króla Wandalów (ludzi nie otrzymał), stworzył armię złożoną z Gotów, na której czele zamierzał najechać Półwysep Iberyjski. Wojsko Gesaleka poniosło jednak klęskę pod Barceloną w 511/512 r. lub w 513 r., przegrywając z wojskami Ibby. Gesalekowi udało się ujść do Galii, ale, straciwszy frankijskie wsparcie, został, zapewne będąc w związku z powyższym w drodze do władcy Burgundów Gundobada, pojmany nad rzeką Durance przez Ostrogotów albo prawdopodobnie przez Franków, albo też, być może, Burgundów i w 512 r. lub w 514 przez nich zgładzony.

### Źródła
- Cassiodori variarum libri duodecim, [w:] Cassiodori Senatoris Variae, ed. Th. Mommsen, Berlin 1894 (Monumenta Germaniae Historica. Auctores Antiquissimi, t. 12), s. 1-385.
- Chronica Caesaraugustana, [w:] Chronica minora saec. IV. V. VI. VII, vol. II, ed. Th. Mommsen, Berlin 1884 (Monumenta Germaniae Historica. Auctores Antiquissimi, t. 11), s. 221-223.
- Isidori Hispalensis Historia de regibus Gothorum, Vandalorum et Suevorum, [w:] Sancti Isidori, Hispalensis Episcopi, Opera Omnia, t. 7, ed. J.–P. Migne, Paris 1862 (Patrologia Latina, t. 83), s. 1057-1082.
- Procopius, vol. II: Procopii Caesariensis De Bello Gothico, ed. W. Dindorf, Bonn 1833 (Corpus Scriptorum Historiae Byzantinae, t. 41).

### Opracowania
- Dino Carpanetto i inni: Od upadku cesarstwa rzymskiego do ekspansji islamu; Karol Wielki. Kraków: Mediasat Group, 2007, seria: Biblioteka Gazety Wyborczej. Historia Powszechna. Tom 7. ISBN 978-84-9819-814-0.
- Roger Collins: Hiszpania w czasach Wizygotów. tłum. J. Lang. Warszawa: Wydawnictwo Naukowe PWN, 2007. ISBN 978-83-01-15308-3.
- Robert Kasperski. Amalowie a Wizygoci. Kasjodor i Ablavius – dwie relacje o władzy amalskich królów na Gotami. „Studia  Źródłoznawcze”. T. 47, s. 1-16, 2009.
- The Prosopography of the Later Roman Empire. J.R. Martindale (red.). Wyd. 4. T. 2: AD 395-527. Cambridge: Cambridge University Press, 2006. ISBN 978-0-521-20159-9.
- Jerzy Strzelczyk: Goci – rzeczywistość i legenda. Warszawa: PIW, 1984. ISBN 83-06-00654-2.
- Jerzy Strzelczyk: Wandalowie i ich afrykańskie państwo. Warszawa: PIW, 1992. ISBN 83-06-02205-X.
- Herwig Wolfram: Historia Gotów. tłum. Renata Darda-Staab, Irena Dębek, Krystyna Berger. Gdańsk–Warszawa: Wydawnictwo MARABUT, Dom Wydawniczy Bellona, 2003. ISBN 83-11-09762-3.